# Saint Michael's Cave
Saint Michael's Cave är en grotta i Gibraltar. Den ligger i den södra delen av Gibraltar, 275 meter över havet.